# 빅뱅 쭐라 유나이티드 FC
빅뱅 쭐라 유나이티드 FC(태국어: สโมสรฟุตบอลบิ๊กแบง จุฬาฯ ยูไนเต็ด, 영어: Big Bang Chula United FC)는 1934년에 창단된 타이 방콕의 축구 클럽이다. 현재는 타이 리그 2에 참가하고 있다.

## 클럽 명칭 역사
- 1996-2004: 신타나 FC (Sinthana FC)
- 2004-2008: 쭐라 신타나 FC (Chula-Sinthana FC, 쭐랄롱꼰 대학교 FC (Chulalongkorn University FC)를 합병)
- 2008-2017: 쭐라 유나이티드 FC (Chula United FC)

## 성적
- 타이 프리미어리그: 우승 1회 (1998), 준우승 1회 (1997)
- 태국 디비전 1 리그: 우승 1회 (2007, Group B:)
- 태국 디비전 2 리그: 우승 1회 (2006)
- 태국 FA컵: 우승 1회 (1997)
- 꼬르 로얄컵: 우승 2회 (1997, 1998)

## 역대 감독
| 감독              | 임기        |
| ----------------- | ----------- |
| 끼앗띠삭 세나므앙 | 2008        |
| 끼앗띠삭 세나므앙 | 2011 ~ 2012 |